# Омбра - Ронкијеза (Алесандрија)
Омбра - Ронкијеза је насеље у Италији у округу Алесандрија, региону Пијемонт.
Према процени из 2011. у насељу је живело 43 становника. Насеље се налази на надморској висини од 257 м.